# Ambasada Madagaskaru w Moskwie
Ambasada Madagaskaru w Moskwie – misja dyplomatyczna Republiki Madagaskaru w Federacji Rosyjskiej.
Ambasador Madagaskaru w Moskwie oprócz Federacji Rosyjskiej akredytowany jest również m.in. w Rzeczypospolitej Polskiej i na Węgrzech.